# フィリア (小惑星)
フィリア (280 Philia) は、小惑星帯にある大きな小惑星である。
1888年10月29日にウィーンでヨハン・パリサによって発見された。
ギリシア神話に登場するニンフに因んで名付けられた。